# Järnvägsolyckan i Lac-Mégantic
Järnvägsolyckan i Lac-Mégantic inträffade i staden Lac-Mégantic, beläget i Eastern Townships i den kanadensiska provinsen Québec, ungefär klockan 13:15 EDT, den 6 juli 2013. Ett obevakat godståg med 73-vagnar innehållande råolja skenade iväg och spårade ur, vilket resulterade i brand och explosion av flera tankvagnar. 47 personer dödades. Mer än 30 byggnader i stadens centrum, ungefär hälften av det centrala området, förstördes, och alla utom tre av de trettionio återstående centrala byggnaderna ska rivas på grund av oljeförorening. Initiala tidningsrapporter beskrev en 1 kilometer tryckvågradie.
Det är den fjärde dödligaste tågolyckan i Kanadas historia, och den dödligaste som inte involverar ett persontåg. Det är också den dödligaste tågolyckan sedan kanadensiska konfederationen 1867. Den senaste kanadensiska tågolyckan med en högre dödssiffra var järnvägsolyckan i Saint-Hilaire 1864.